# Pselliophora kangeanensis
Pselliophora kangeanensis är en tvåvingeart som beskrevs av Alexander 1938. Pselliophora kangeanensis ingår i släktet Pselliophora och familjen storharkrankar. Inga underarter finns listade i Catalogue of Life.